# Igor Vasziljevics Kurcsatov
Igor Vasziljevics Kurcsatov oroszul: И́горь Васи́льевич Курча́тов (Szim, 1903. január 12. – Moszkva, 1960. február 7.) orosz fizikus, a szovjet atomkutatás „generálisa”.
Az atomenergia felszabadításáért és gyakorlati hasznosításáért folyó kutatásban a szovjet tudósok, atomfizikusok egész gárdája vett részt. Ioffe, Fljorov, Zeldovics, Hariton és mások értékes elméleti és gyakorlati kutatómunkával segítették elő az atombomba, illetve az atomreaktor megalkotását. Kurcsatov sokszor erő felett is nagyon sokat dolgozott és tevékenységének jelentősége szovjet kortársai közül is kiemeli őt. 

## Élete
1903-ban született, és már 30 éves korában a fizikai tudományok doktora, egyetemi tanár volt. Kezdetben a dielektrikumok problémáival foglalkozott és csak amikor Ioffe meghívására a leningrádi Műszaki Fizikai Intézethez került, akkor kezdett a mesterséges radioaktivitással és az uránhasadással behatóbban foglalkozni. Az intézetben ő vezette ezt a kutatómunkát, hihetetlen lendülettel és kitartással. Munkatársai tréfásan csak „generális”-nak hívták, mert minden őt érdeklő dologban azonnal átvette a kezdeményező szerepet.
1940 elején már közleményei jelentek meg a nyugati szaklapokban az uránhasadásról, a második világháború azonban megakadályozta a nagy lendülettel elkezdett munkát. Az Állami Honvédelmi Bizottság őt bízta meg az atombomba létrehozásával. 1943 eleje óta Moszkvában dolgozott, az év júliusában kezdték építeni az Atomenergia Intézetet. Ciklotront állítottak fel, de még mielőtt az atombomba elkészült volna, az amerikaiak elpusztították Hirosimát és Nagaszakit.
Kurcsatov ezután az atomreaktor felépítésére koncentrálta erejét. 1946. december 24-én este öt munkatársával együtt begyújtotta az első szovjet atomreaktort. Elkészült az első ipari reaktor terve is, majd 1953. augusztus 12-én, hét hónappal az amerikai bomba után, felrobbant az első szovjet kísérleti hidrogénbomba.
A már legendás „kurcsatovi munkatempó” azonban nemcsak környezetét tette próbára, hanem aláásta az ő egészségét is. 1956 tavaszán elszenvedett részleges bénulásából nehezen gyógyult fel, s valójában végig betegeskedett, 1960. február 7-én bekövetkezett haláláig.
Nevét nemcsak a Kurcsatov Intézet, hanem a 104-es rendszámú transzurán elem is őrizte, amelyre eredetileg a kurcsatóvium elnevezést használták (később ez az elem a raderfordium elnevezést kapta).

## Emlékezete
Számos intézmény és közterület viseli nevét főként Oroszországban, de Magyarországon, Pakson is utca van róla elnevezve a mai napig.